# Parco di San Gregorio al Celio
Il parco di San Gregorio al Celio è un parco nella città di Roma. Si trova nel rione XIX, detto Celio, nel territorio del Municipio Roma I. Si estende per circa due ettari ed è accessibile dall'ingresso dalla salita di San Gregorio 3.
È aperto dalla mattina alle 7:00 fino al tramonto.

## Collegamenti
| È raggiungibile dalla fermata Parco Celio | del tram 3 |